# マキタスポーツラジオはたらくおじさん
『マキタスポーツラジオはたらくおじさん』は、ラジオ日本のラジオ番組。通称「はたおじ」。
2011年4月1日から2015年3月28日まで4年間・全209回放送された。

## 放送日時
- 2011年4月1日～2012年9月28日：毎週金曜27:00-28:00
- 2012年10月7日～2013年3月31日：毎週日曜23:00-24:00
- 2013年4月6日～2015年3月28日：毎週土曜25:30-26:30

## 内容
オフィス北野所属のピン芸人・マキタスポーツがパーソナリティを務める1時間番組。
アシスタントは番組開始当初からオフィス北野所属のタレント・橘美緒が務めていたが、2014年4月5日放送分をもって降板。その後、週替わりアシスタントの時期を経て、末期は夏江紘実が務めていた。
タイトルの『マキタスポーツラジオはたらくおじさん』は、表記ではわかりづらいが、「マキタスポーツ」「ラジオ」「はたらくおじさん」と3部分に分けて発音する。「はたらくおじさん」とは、マキタを指している。
音楽ネタを得意とするマキタらしく、音楽色の強い内容で、「音楽バラエティ番組」を標榜している。
毎回、「タワーレコードウィークリーチャート」と、特定のテーマの特集コーナーを行うのが通例で、「カバー曲特集」「ヒップホップ特集」などの音楽のテーマが設定されることが多い。ただし、音楽とは無関係の特集の回や、ゲストを迎える回もある。
ちなみに堂本剛（のソロ音楽活動）を、この番組では勝手に応援していると度々宣言していた。

## 出演者
- パーソナリティ：マキタスポーツ
- アシスタント：夏江紘実（2014年7月19、26日、9月27日～）

### 過去
- 橘美緒（2011年4月1日～2014年4月5日）
- ヒラノノゾミ（2014年4月12、19日）
- 浦えりか（2014年4月26日～5月17日）
- 堀友理子（2014年5月24日、31日）
- バニラビーンズ（2014年6月7日、14日）
- 石川マリー（2014年6月21日、28日）
- 橋田昌実（2014年7月5日、12日）
- 中村優（2014年8月2日、9日）
- カブトムシゆかり（2014年8月16日、23日）
- 内田眞由美（AKB48）（2014年8月30日、9月6日）
- くぼたみか（2014年9月13、20日）

## コーナー
- タワーレコードウィークリーチャート
  - タワーレコード全店のJ-POPシングルチャートか総合アルバムチャートの直近の週間トップ10を紹介。そのうちマキタが2～3曲をピックアップしてコメントする。
- ネタコーナー
  - 教えてムッシュウィキペディア
  - 偏見川柳
    - 『はたおじ』リスナーならではの視点による、偏見のこもった川柳を募集する。